# Yanghe, Guangdong
Yanghe (kinesiska: 杨和) är en köping i sydöstra Kina. Den ligger i stadsdistriktet Gaoming i staden Foshan i  provinsen Guangdong, omkring 57 kilometer sydväst om provinshuvudstaden Guangzhou. Antalet invånare är 53 224. Befolkningen består av 25 859 kvinnor och 27 365 män. Barn under 15 år utgör 10,0 %, vuxna 15-64 år 82 %, och äldre över 65 år 6,0 %.